# Сфінкс без загадки
«Сфінкс без загадки» (англ. The Sphinx Without a Secret) — оповідання ірландського письменника Оскара Вайлда. Вперше опубліковане 1887 року під назвою «Леді Елрой» на сторінках журналу «The Court and Society Review», а вже 1891 року оповідання увійшло до складу збірки «Злочин лорда Артура Севайла та інші історії». Оповідання написано під впливом творчості леді Ади Леверсон, яку Вайлд називав «Сфінксом сучасного життя».
Оповідання основане на такому парадоксі: загадка таємничої жінки полягає в тому, що немає жодної загадки.

## Сюжет
Оповідач зустрічає в Парижі свого товариша по коледжу, лорда Мерчисона, якого не бачив ще з часів навчання в Оксфорді. Обідаючи разом, лорд Мерчисон починає розповідати про таємничу жінку, яку йому випало побачити у маленькому жовтому брумі, коли повністю зупинився рух на вулиці Бонд-стріт. Зачарований її красою та таємничістю, у лорда закрадається думка, що вона лише витвір його уяви, але всього через тиждень він зустрічає таємничу незнайомку на обіді в мадам де Растель та довідується її ім'я — леді Елрой. Втомившись від нескінченної таємничості, лорд невдовзі наважується зробити їй пропозицію.
Одного дня лорд випадково бачить, як леді Елрой заходить до будинку, де здають кімнати. Ввечері він навідується до леді Елрой та вимагає пояснень, позаяк вважає, що її таємниця полягає у тому, що вона з кимось бачиться. Розчарувавшись, лорд Мерчисон їде до Норвегії, а по своєму поверненні довідується про смерть леді Елрой від запалення легенів. Засмучений лорд навідується до орендованої кімнати та дізнається, що леді просто сиділа в кімнаті, читала книжки, а також іноді пила чай. «Леді Елрой просто була жінкою, яка любила таємниці. Вона орендувала ці кімнати для того, щоб мати задоволення пройти туди вулицею під вуаллю, уявляючи, що вона героїня якогось роману. У неї була пристрасть до таємниць, але вона сама була просто сфінксом без загадки». 

## Переклади українською
- «Злочин лорда Артура Севайла та інші оповідання» / Оскар Вайльд ; пер. з англ. Ілька Корунця та Оксани Вергелес. — К. : Знання, 2017. — 223 с. — (English Library).
- Поезія в прозі [Текст] / О. Вайлд; пер. з англ. Є. Неуважний, З. Неуважна // Всесвіт. — 2017. — № 5-6. — С. 129—138 : фото. — Зміст: Митець ; Добродій ; Учень ; Учитель ; Дім вироків ; Навчитель мудрості ; Сфінкс без загадки